# Symplocos glaziovii
Symplocos glaziovii är en tvåhjärtbladig växtart som beskrevs av August Brand. Symplocos glaziovii ingår i släktet Symplocos och familjen Symplocaceae. Inga underarter finns listade i Catalogue of Life.